# Rapolla
Rapolla är en ort och kommun i provinsen Potenza i regionen Basilicata i Italien. Kommunen hade 4 353 invånare (2017).